# Precis
Genre
Precis est un genre de lépidoptères (papillons) africains de la famille des Nymphalidae, de la sous-famille des Nymphalinae et de la tribu des Junoniini.

## Systématique
Le genre Precis a été décrit par l'entomologiste allemand Jakob Hübner en 1819.
L'espèce type pour le genre est Precis octavia (Cramer, [1777]).
Les deux noms suivants sont des synonymes juniors subjectifs de Precis, :
- Coryphaeola Butler, 1878
- Kallimula Holland, 1920

Longtemps confondu avec le genre voisin Junonia, le genre Precis a été confirmé comme valide en 2005 par des études de phylogénie moléculaire,.

## Liste des espèces
- Precis actia Distant, 1880
- Precis andremiaja Boisduval, 1833
- Precis antilope (Feisthamel, 1850)
- Precis archesia (Cramer, [1779])
- Precis ceryne (Boisduval, 1847)
- Precis coelestina Dewitz, 1879
- Precis cuama (Hewitson, 1864)
- Precis eurodoce (Westwood, 1850)
- Precis frobeniusi Strand, 1909
- Precis limnoria (Klug, 1845)
- Precis milonia C. & R. Felder, [1867]
- Precis octavia (Cramer, [1777])
- Precis pelarga (Fabricius, 1775)
- Precis rauana (Grose-Smith, 1898)
- Precis sinuata Plötz, 1880
- Precis tugela Trimen, 1879